# Gaediopsis rubentis
Gaediopsis rubentis là một loài ruồi trong họ Tachinidae.